# Estigmene flava
Estigmene flava là một loài bướm đêm thuộc phân họ Arctiinae, họ Erebidae.